# Messerattacke in Brokstedt am 25. Januar 2023
Bei der Messerattacke am 25. Januar 2023 im Regionalzug Kiel–Hamburg wurden Ann-Marie Kyrath (17) und Danny P. (19) mit Messerstichen bei Brokstedt (Kreis Steinburg) getötet. Weitere drei Personen wurden lebensgefährlich bis schwer und zwei Personen leichter verletzt. In der Folge der Tat erwiesen sich erhebliche Mängel in Kommunikation und Verwaltung der ausländerrechtlich beteiligten Behörden. Am 15. Mai 2024 wurde der staatenlose Palästinenser Ibrahim A. vom Landgericht Itzehoe zu einer lebenslangen Freiheitsstrafe verurteilt.

## Tathergang

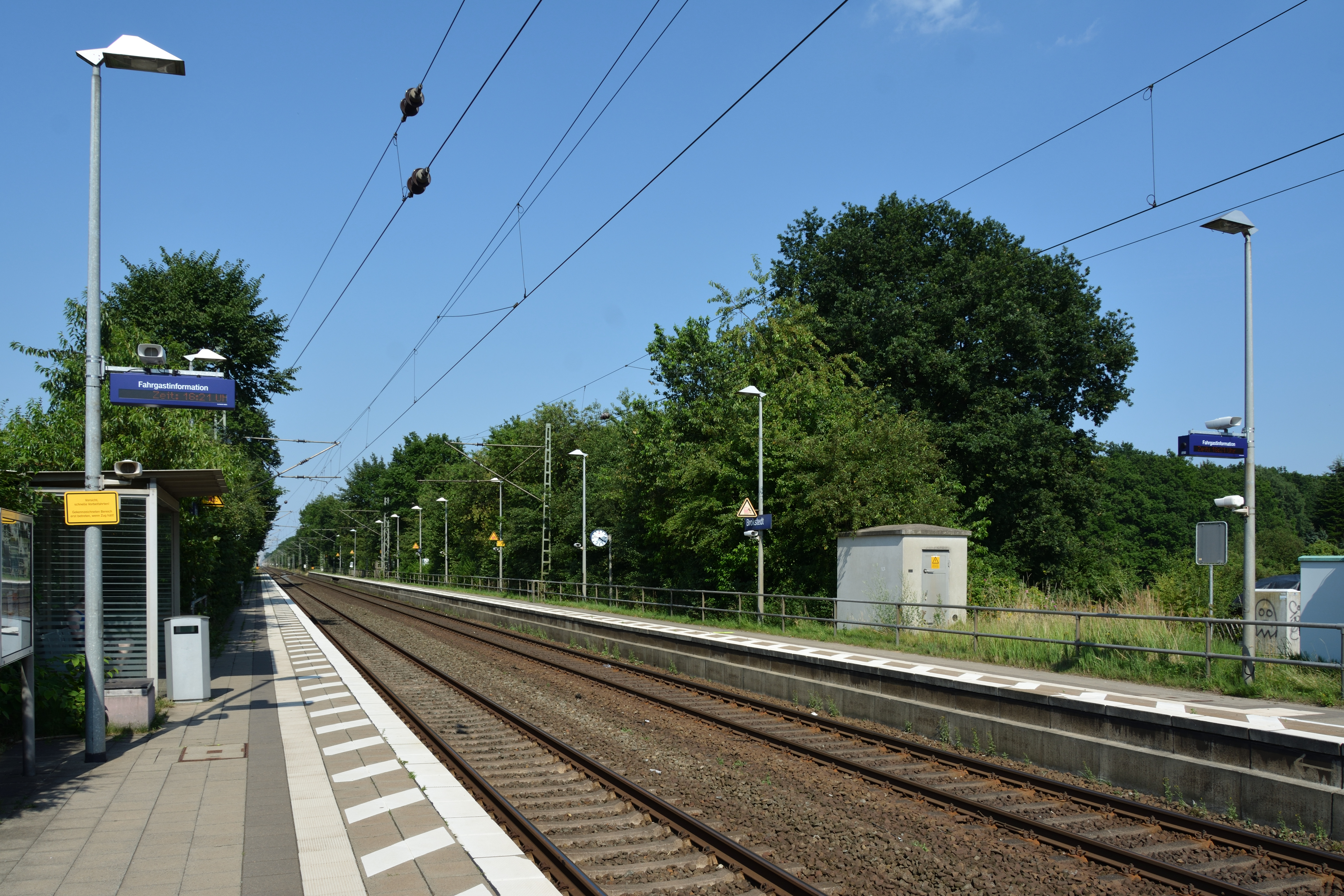
Bahnhof Brokstedt, 2014

Am Tattag erreichten um 14.56 Uhr erste Notrufe die Leitstelle der Polizei, nach denen ein Mann kurz vor dem Bahnhof Brokstedt Fahrgäste mit einer Stichwaffe angegriffen habe. Der Regionalzug RE 70 mit der Zugnummer 11223 von Kiel nach Hamburg, planmäßige Abfahrt Neumünster 14.45 Uhr, planmäßige Ankunft Brokstedt 14.54 Uhr, stand zu diesem Zeitpunkt im Bahnhof von Brokstedt. Etwa 120 Fahrgäste befanden sich im Zug und auf dem Bahnsteig.
Ein erster Streifenwagen traf nach Polizeiangaben sieben bis acht Minuten nach der Tat am Bahnhof ein. Die angetroffene Lage sei „extrem chaotisch“ gewesen. Der Mann stach nach Zeugenangaben im stehenden Zug ohne Vorwarnung auf Fahrgäste ein, lief dann außen am Zug vorbei und stieg wieder ein.
Der damals 21-jährige Auszubildende Felix G. traf auf der Suche nach einem Verbandkasten, nachdem er auf dem Bahnsteig eine stark blutende Frau gesehen hatte, im Zug auf den Angreifer. Als dieser auf G. zustürzte und beide zu Boden gingen, hielt G. beide Handgelenke des Täters fest, bis weitere Mitreisende eingriffen und einer das Messer in einen Mülleimer warf. Daraufhin flüchtete der Angreifer aus dem Zug. Als die Polizeikräfte eintrafen, hatten mehrere Fahrgäste den leicht verletzten Täter überwältigt. 
20 bis 30 Personen erlebten das Tatgeschehen mit. Im April 2025 wurden Felix G. und sieben weitere Frauen und Männer mit der Rettungsmedaille ausgezeichnet, da sie durch ihr Einschreiten weitere Todesopfer verhindert hätten.

## Opfer und Hinterbliebene

### Tote und Schwerverletzte
Ann-Marie K. war eine Woche vor ihrem Tod 17 Jahre alt geworden. Sie besuchte eine Berufsschule in Neumünster, war gläubige Katholikin und diente in ihrer Heimatpfarrei als Ministrantin. Der 19-jährige Danny P. war Auszubildender bei der DB Fahrzeuginstandhaltung Neumünster und Mitglied der Eisenbahn- und Verkehrsgewerkschaft (EVG) Nord. Die beiden waren seit einer Woche ein Paar gewesen und saßen nebeneinander im Zug.
Drei Menschen wurden lebensgefährlich oder schwer verletzt: ein 62 Jahre alter Mann, Mitarbeiter der DB Fahrzeuginstandhaltung Neumünster, eine 54 Jahre alte Frau aus Schleswig-Holstein und eine 27 Jahre alte Frau aus Hamburg. Zwei weitere jeweils 22 Jahre alte Verletzte aus Schleswig-Holstein konnten das Krankenhaus nach kurzer Zeit wieder verlassen.
Die 54-jährige Frau, die dem Täter gegenüber saß und schwer verletzt wurde, nahm sich Anfang Juni 2023 das Leben. Sie war eines der Opfer, die wegen der Schwere ihrer Verletzungen in ein künstliches Koma versetzt werden mussten.

### Vorwürfe eines Vaters und Reaktion des Bundeskanzlers
Ann-Maries Vater Michael Kyrath warf der Politik zu große Nachsicht im Umgang mit mehrfach straffälligen Migranten vor. Er engagierte sich in einer Gruppe mit 300 Eltern, die Ähnliches durchlebt hatten, und berichtete in den Medien immer wieder über seine Erfahrungen nach der Tat.
In einer Gesprächsrunde bei RTL Direkt erklärte er im Gespräch mit Bundeskanzler Olaf Scholz, es gebe jeden Tag „zwischen 24 und 32 Messerattentate in Deutschland. […] Viele davon enden tödlich, und jeden Tag, wo wir weiter diskutieren, sterben Menschen, es sterben Kinder.“ Täterprofil, Tatwerkzeug, Tathergang und Tatmotive seien immer nahezu die gleichen. Nach jeder Tat seien es „dieselben Floskeln, die wir von der Politik hören – seit Jahren, und es ändert sich gar nichts.“ Der Kanzler nickte dazu und entgegnete, bei der Regulierung von Migration sei bereits viel getan worden, doch benötige es künftig noch eines verbesserten Austauschs zwischen den Behörden und eine schnellere Abschiebung ausländischer Straftäter.

## Aufenthalt des Ibrahim A. in Deutschland

### Asylantrag in Nordrhein-Westfalen
Der 1989 im Gazastreifen geborene Ibrahim A. war Ende 2014 nach Deutschland eingereist und im Kreis Euskirchen gemeldet. In seinem Asylantrag im Januar 2015 gab er an, er stamme aus dem Gazastreifen, sei staatenlos und von der Hamas verfolgt. Der Antrag wurde im Juli 2016 abgelehnt, A. erhielt jedoch subsidiären Schutz.
Bis dahin war er bereits zweimal wegen Diebstahls zu Geldstrafen verurteilt worden und es lief ein Verfahren wegen Körperverletzung. Im Juli 2016 wurde er wegen gefährlicher Körperverletzung zu einer Freiheitsstrafe von einem Jahr zur Bewährung verurteilt. Von September 2015 bis Januar 2021 gab es 24 Ermittlungs- und Strafverfahren gegen A., vier endeten mit rechtskräftigen Verurteilungen, einer Bewährungsstrafe wegen gefährlicher Körperverletzung, zwei Geldstrafen wegen Diebstahls und einer nach dem Betäubungsmittelgesetz (2018). Zu den Tatvorwürfen zählten Diebstahl, Betrug, gefährliche Körperverletzung, Drogendelikte, sexuelle Belästigung, Sachbeschädigung, sexueller Missbrauch von Kindern, Vergewaltigung Widerstandsunfähiger, Leistungserschleichung und Hausfriedensbruch. Allein die Stadt Euskirchen taucht in der Liste der Verfahren 16 Mal als Tatort auf.

### Aufenthalt in Kiel
Am 2. Juli 2021 meldete sich Ibrahim A. erstmals in Kiel. Die Ausländerbehörde der Stadt schickte eine Abfrage an das Bundeszentralregister (BZR), das drei Verurteilungen in Nordrhein-Westfalen enthielt. Daraufhin bat die Zuwanderungsabteilung am 22. Juli das Bundesamt für Migration und Flüchtlinge (BAMF), ein Rücknahmeverfahren zu prüfen, um A. möglicherweise den Schutzstatus entziehen zu können. Am 18. August forderte sie vom Kreis Euskirchen die Akten an, die sie am 4. Oktober erhielt. Am 21. Oktober verlängerte die Ausländerbehörde die Fiktionsbescheinigung des Ibrahim A. in Kenntnis der Straffälligkeiten.
Das BAMF leitete ein Widerrufs- und Rücknahmeverfahren ein, um A. den subsidiären Schutz zu entziehen. Es verschickte vier Monate nach der Anfrage der Zuwanderungsabteilung entsprechende Schreiben am 19. November, 23. November und 17. Dezember 2021, um A. im Rahmen des Verfahrens anzuhören. Dem BAMF lagen zu diesem Zeitpunkt drei verschiedene Anschriften in Kiel vor. Zustellversuche scheiterten, weil A. dort nicht mehr wohnte oder die Post nicht abholte. A. erhielt am 29. November Hausverbot in der Gemeinschaftsunterkunft in der Arkonastraße, weil er mehrfach gegen die Hausordnung verstoßen, Mitbewohner belästigt und bedroht und mit einem Messer hantiert haben soll. Am 14. Januar 2022 holte er in der Zentralen Beratungsstelle für wohnungslose Männer (ZBS) in der Fleethörn letztmalig seine Post ab.

### Gefährliche Körperverletzung in Hamburg, Untersuchungshaft und Behördenreaktionen
Am 18. Januar 2022 stand Ibrahim A. vor der Essensausgabe der Obdachlosenunterkunft „Herz As“ an der Norderstraße in Hamburg-Hammerbrook. Er soll zuvor Alkohol, Kokain und Heroin eingenommen haben. Er fragte zwei Männer in der Schlange vor ihm, ob sie Afghanen seien. Einer antwortete, er sei Kurde. Der andere sagte nichts. Diesem sprang Ibrahim A. auf den Rücken, schlug ihm gegen den Kiefer und stach mit einem Klappmesser mehrfach auf ihn ein. Das schwer verletzte Opfer lag daraufhin u. a. mit einer durchtrennten Sehne und einer durchtrennten Arterie acht Tage im Krankenhaus. Zwei Tage danach schlug A. an einer Drogenhilfeeinrichtung in Hamburg einer anderen Person mit dem Griff eines Messers auf den Hinterkopf.
Kurz darauf erging Haftbefehl wegen zweifacher gefährlicher Körperverletzung und A. wurde der Justizvollzugsanstalt Billwerder überstellt. Am selben Tag kontaktierte die Hamburger Polizeieinheit GERAS, die gemeinsame Ermittlungsgruppe von Polizei und Ausländerbehörde, die Kieler Zuwanderungsabteilung. In Kiel liegt diese E-Mail nach Angaben der Stadt nicht vor. Außerdem informierte die Staatsanwaltschaft routinemäßig die Hamburger Ausländerbehörde. Das BAMF wurde nicht informiert, „weil laut Justizbehörde der im Januar 2022 in den Akten befindliche Auszug aus dem Ausländerzentralregister keine Auskunft über einen ausländerrechtlichen Status des Beschuldigten ergab, aufgrund dessen das notwendig gewesen wäre“.
GERAS schrieb laut Hamburger Justizbehörde am 10. Februar erneut an die Kieler Zuwanderungsbehörde. Auch davon ist in Kiel nichts bekannt. Am 1. März erreichte schließlich eine nochmalige E-Mail von GERAS die Kieler Behörde. Eine Sachbearbeiterin der Zuwanderungsabteilung beantwortete die E-Mail von GERAS am 9. März. Sie informierte nach Kieler Angaben über das laufende Rücknahmeverfahren des BAMF vom November 2021 und stellte Nachfragen. Die Antwort aus Kiel wurde auch dem BAMF weitergeleitet. Am 10. März 2022 antwortete GERAS und teilte mit, dass A. in U-Haft sitze. „Diese Information wurde in Kiel offenbar übersehen, die E-Mail wird erst in einer internen Recherche nach der Tat wiedergefunden.“ Das BAMF erhielt nach eigenen Angaben am 14. März 2022 den E-Mail-Verkehr zwischen der GERAS Hamburg und der Kieler Zuwanderungsabteilung. Dieser enthielt laut BAMF keine Hinweise auf eine U-Haft oder den Strafvorwurf.
Am 25. März 2022 wurde in Kiel A.s Adresse in der ZBS Fleethörn aufgrund längerer Abwesenheit abgemeldet. Am 7. April erschien der in Hamburg einsitzende A. nicht zu einem Termin in Kiel, weshalb seine Fiktionsbescheinigung nicht verlängert wurde. In der Folge kontaktierte der Ausländerberater der JVA Billwerder am 4. Mai 2022 die Kieler Zuwanderungsabteilung. Die JVA wollte eine Drogentherapie vorbereiten und brauchte dafür die Bescheinigung. Am 6. Mai 2022 beantwortete die Kieler Zuwanderungsabteilung die Anfrage des Ausländerberaters und wollte wissen, ob Kiel noch für Ibrahim A. zuständig sei und seit wann Ibrahim A. in U-Haft sitze. Nach Angaben der Hamburger Justizbehörde erfolgte noch am selben Tag eine Antwort, mit der auch das Vollstreckungsblatt übermittelt wurde. Diese Antwort wurde ebenso wie die GERAS-E-Mails vom 10. März erst nach der Tat in Kiel wiedergefunden. Damit waren in Kiel insgesamt vier E-Mails unberücksichtigt geblieben, die zur Kenntnis des BAMF hätten gelangen müssen. Dessen Verfahren zum Entzug des Schutzstatus des A. stockte, weil dem BAMF keine Adresse vorlag. Am 24. Oktober 2022 wandte sich die Vorsitzende Richterin am Landgericht Hamburg laut Hamburger Justizbehörde erfolglos an die Zuwanderungsabteilung in Kiel, um für das Berufungsverfahren den Aufenthaltsstatus zu erfragen. In Kiel ist dieser Vorgang nicht bekannt, bzw. er findet sich nicht in der Ausländerakte des Ibrahim A.

### Verurteilung und Haft in Hamburger JVA
Am 18. August 2022 verurteilte das Amtsgericht Hamburg-St. Georg A. wegen gefährlicher Körperverletzung und Diebstahls zu einer Freiheitsstrafe von einem Jahr und einer Woche. Der seit dem 21. Januar 2022 in der JVA Billwerder einsitzende A. legte gegen das Urteil Berufung ein. Am 19. Januar 2023 musste er entlassen werden, weil die verfügte Haftstrafe abgebüßt und ein Berufungsurteil in absehbarer Zeit nicht zu erwarten war. Während der Haft verhielt Ibrahim A. sich auffällig. Er beschimpfte Insassen und Justizpersonal und es kam zu körperlichen Auseinandersetzungen. Bei der Vorbereitung für die Freistunde auf dem Hof am 6. August 2022 nahm ein Justizvollzugsbeamter wahr, dass Ibrahim A. „vor sich hinstammelte“: „Großes Auto, Berlin, das ist die Wahrheit.“ Gegenüber einem weiteren Bediensteten äußerte er auf dem Weg zum Hof zwei Mal, ob dieser auch „unter die Reifen“ wolle. In einem sogenannten Wahrnehmungsbogen in der Gefangenenpersonalakte ist festgehalten, dass A. sich ebenfalls im August 2022 mit dem Attentäter vom Berliner Breitscheidplatz, Anis Amri, verglich. „Es gibt nicht nur einen Anis Amri, es gibt mehrere, ich bin auch einer.“
Die Hamburger Behörde für Justiz und Verbraucherschutz übergab am 6. Februar 2023 der Staatsanwaltschaft Itzehoe eine Kopie der Gefangenenpersonalakte des Ibrahim A. Aus der Akte geht u. a. hervor, dass „die Äußerungen [des Ibrahim A.] der Aufsichtsabteilung der Behörde für Justiz und Verbraucherschutz seinerzeit nicht als Außerordentliches Vorkommnis gemeldet worden“ waren; „sie hat erstmalig im Rahmen der Auswertung der Unterlagen nach der Tat vom 25. Januar 2023 Kenntnis erhalten. Auch für eine Information des Landesamts für Verfassungsschutz hatte die Justizvollzugsanstalt Billwerder keine Veranlassung gesehen.“
Während der Haft wurde Ibrahim A. psychiatrisch betreut. Wegen seiner Drogensucht erhielt er eine Methadonbehandlung. Am Ende der Haft sah der Gefängnispsychiater keine Hinweise auf Eigen- oder Fremdgefährdung.

### Am Tattag
Nach Haftentlassung am 19. Januar 2023 wurde A. laut Hamburger Justizbehörde darauf hingewiesen, sich in Kiel wegen seiner Fiktionsbescheinigung zu melden. Er wurde in das Winternotprogramm der Stadt Hamburg aufgenommen und nahm am 23. Januar ein Perspektivgespräch der Wohnungsberatung wahr.
Am 25. Januar 2023 wollte Ibrahim A. zwischen 10 und 11 Uhr am Infopoint („Welcome Desk“) der Zuwanderungsabteilung Kiel im Neuen Rathaus seine Fiktionsbescheinigung verlängern. Man schickte ihn zur 600 Meter entfernten ZBS in der Fleethörn, mit der dort erhaltenen Bescheinigung solle er sich beim Einwohnermeldeamt anmelden. A. ging aber direkt zum 300 Meter entfernten Einwohnermeldeamt im Alten Rathaus und traf um 11:15 Uhr einen Mitarbeiter, der ihn gleichfalls zur von hier aus nur 300 Meter entfernten ZBS schickte, bei der er jedoch nicht erschien. Nach Informationen von NDR Schleswig-Holstein beschaffte A. sich in einem Supermarkt in Kiel ein Messer und stieg in den ICE in Richtung Hamburg. Da ohne Fahrkarte, wurde er in Neumünster des Zuges verwiesen. Dort bestieg er den Regionalzug RE 70.

### Untersuchungshaft in Neumünster
Ibrahim A. befand sich zunächst in der Untersuchungshaft in der Justizvollzugsanstalt Neumünster. Ihm wurden zwei Morde und vier Fälle von versuchtem Mord zur Last gelegt. In der Haft benahm er sich weiter auffällig: „Bedienstete, die an die GdP Regionalgruppe Justizvollzug herangetreten sind, berichten von Beschimpfungen und Bedrohungen, die Ibrahim A. regelmäßig täglich ausspricht – begleitet von entsprechenden Gesten. Ibrahim A. erscheint aktuell nicht einschätzbar und stellt gleichzeitig durch sein Verhalten eine erhebliche Bedrohung für die vor Ort eingesetzten Kolleginnen und Kollegen dar. Ibrahim A. ist ein Gefangener, der – aus Perspektive der Bediensteten – einen ganzen Behördenapparat lahm legt.“ Hierüber berichtete am 22. Februar 2023 in der Debatte des schleswig-holsteinischen Landtags der SPD-Innenexperte Niclas Dürbrook. Er nannte den 33-Jährigen „in Neumünster eine Bedrohung“ für die Justizangestellten.

### Untersuchungshaft in Lübeck
Nachdem Ibrahim A. Ende Juni 2023 in seiner Zelle in Neumünster Feuer gelegt hatte, wurde er in die Justizvollzugsanstalt Lübeck verlegt, wo er in der Sicherheitsabteilung untergebracht wurde, die es in keiner anderen Justizvollzugsanstalt Schleswig-Holsteins gibt. Die Insassen sitzen dort in Einzelhaft, müssen ihre Freistunde alleine verbringen und werden meist gefesselt durch die Vollzugsanstalt geführt. Laut einem Bericht der örtlichen Tageszeitung Mitte Juli 2023 gab es dort einen weiteren Vorfall, bei dem ein Mitarbeiter verletzt wurde.

## Nach der Tat

### 26. Januar im Bahnhof Brokstedt
Am 26. Januar 2023 gedachten am Tatort Bundesinnenministerin Nancy Faeser, Schleswig-Holsteins Ministerpräsident Daniel Günther, die schleswig-holsteinische Innenministerin Sabine Sütterlin-Waack und Brokstedts Bürgermeister Clemens Preine der Opfer und dankten den Einsatzkräften. Die Bundesinnenministerin fragte: „Wie konnte es sein, dass ein solcher Täter noch hier im Land war? Wie konnte es passieren, dass er trotz so vieler Vorstrafen nicht länger in einer Justizvollzugsanstalt war? Und wie konnte es passieren, dass er so früh aus der Untersuchungshaft entlassen wurde?“
Am Folgetag versammelten sich etwa 200 Menschen zu einem Gedenkgottesdienst, darunter auch Monika Heinold als stellvertretende Ministerpräsidentin, Innenministerin Sütterlin-Waack und die schleswig-holsteinische Integrationsministerin Aminata Touré.

### Trauergottesdienst in der Vicelinkirche Neumünster
Die evangelische und die katholische Kirche hatten am Sonntag, dem 5. Februar 2023, zu einem ökumenischen Trauergottesdienst in die Vicelinkirche von Neumünster eingeladen. Die Landesbischöfin der Nordkirche, Kristina Kühnbaum-Schmidt, und der Hamburger Erzbischof Stefan Heße zelebrierten die Gedenkfeier.
Unter den Teilnehmern waren der Bundeskanzler, Ministerpräsident Daniel Günther, der Hamburger Erste Bürgermeister Peter Tschentscher, die Zweite Bürgermeisterin Katharina Fegebank, der Hamburger Innensenator Andy Grote, weitere Minister des Landeskabinetts sowie der Vorsitzende der Deutschen Bahn AG Richard Lutz. Vor den rund 400 Besuchern des Gottesdienstes hielt der Schleswiger Bischof Gothart Magaard die Predigt. Er sprach von einer „abgrundtiefen Trauer. Die Mitreisenden tragen schreckliche Bilder in sich. Es ist wichtig und gut, dass wir heute hier zusammen sind. Um Halt und Trost zu suchen, unsere Klage im Gebet vor Gott zu bringen und unser Herz auszuschütten mit allem, was uns bewegt. Lasst uns heute gemeinsam traurig sein. Lasst uns gemeinsam hoffen, dass die Verletzten wieder heil werden. Lasst uns gemeinsam alles dafür tun, dass sich eine solche Tat nicht wiederholt. Lasst uns gemeinsam dafür einstehen, dass Liebe und Hoffnung stärker sind als Gewalt.“ Es folgte Erzbischof Heße: „So ein Gottesdienst macht nichts ungeschehen. Die Seelen von vielen Menschen werden noch lange wund sein. Aber das gemeinsame Gebet und das gemeinsame Gedenken trägt uns. Wenn, wie heute, ein ganzes Land trauert, dann stärken wir uns auch gegenseitig.“

### Prüfbericht über die Kieler Zuwanderungsabteilung von 2021
Im September 2021 hatte das Rechnungsprüfungsamt der Landeshauptstadt Kiel in 100 zufällig ausgewählten Stichproben die Aktenführung der Zuwanderungsabteilung geprüft. Wenige Tage vor der Messerattacke am 25. Januar erhielt Oberbürgermeister Ulf Kämpfer den abschließenden Bericht. Am 7. Februar 2023 wurde er dem Innenausschuss der Ratsversammlung zur Beratung vorgelegt.
Das Rechnungsprüfungsamt kritisierte, von 100 untersuchten Akten seien 51 „nicht oder nicht vollständig nachvollziehbar“, 58 seien „nicht vollständig und/oder nicht geordnet“. Entscheidungen seien oft mangelhaft oder gar nicht begründet. Erteilten Aufenthaltstiteln fehlten Vermerke oder Belege, ob erforderliche Voraussetzungen wie ein gesicherter Lebensunterhalt, Nachweis von Sprachkenntnissen und erfolgreiche Teilnahme an Integrationskursen erfüllt waren. „Bei einer Besichtigung vor Ort wurde festgestellt, dass [...] Sammlungen von Dokumenten zum Wegsortieren in erheblichen Mengen vor den Akten im Keller lagen.“ „Aktenrelevanter E-Mailverkehr“ habe sich in einigen Fällen nur auf einem städtischen Server, aber weder im digitalen Bearbeitungsprogramm noch in der Papierakte gefunden. Es wurde auch die fehlende Fachaufsicht bemängelt. In 77 von 100 Fällen seien vorhandene Prüfschemata nicht angewandt, und die Post sei entgegen der Verwaltungsvorschrift an den Vorgesetzten vorbei von den Sachbearbeitern gesichtet worden. Das Rechnungsprüfungsamt drang resümierend auf eine externe Organisationsuntersuchung. Der Fraktionsvorsitzende der CDU, Rainer Kreutz, sagte, er könne sich seit 2008 nicht erinnern „jemals einen in Teilen so vernichtenden Bericht des Rechnungsprüfungsausschusses gelesen zu haben“.
Oberbürgermeister Kämpfer legte Wert auf die Feststellung, dass der Prüfbericht in keinem Zusammenhang zur Messerattacke von Brokstedt stehe. Gerade in diesem Fall (des Ibrahim A.) liege eine sehr gut geführte Akte vor.

### Sitzung des Schleswig-Holsteinischen Landtags vom 22. Februar 2023
Der schleswig-holsteinische Landtag beriet in der Sitzung vom 22. Februar 2023 den Antrag der FDP-Fraktion „Lehren aus dem Fall Brockstedt: Behördenkommunikation verbessern und ein konsequentes Rückführungsmanagement etablieren.“ Der Fraktionsvorsitzende der FDP, Christopher Vogt, stellte u. a. die Frage, warum es an gleich mehreren Stellen ein solch eklatantes Versagen der zuständigen Behörden und vor allem fehlende oder fehlerhafte Kommunikation gegeben habe. Nach dem Fraktionsvorsitzenden der CDU, Tobias Koch, „hätte ein fehlerfreies Agieren der Behörden eben nicht dazu geführt, dass Ibrahim A. sofort abgeschoben worden wäre“. An die Hamburger Justizverwaltung gerichtet meinte er, dass sie sich „mit versuchten Anrufen und solchen E-Mails herauszureden versucht, in denen die Inhaftierung nebenbei erwähnt wurde, wird der Sache, glaube ich, in keiner Weise gerecht. Hier bedarf es in Hamburg einer deutlich stärker ausgeprägten Fehlerkultur, verbunden mit der Fähigkeit zur Selbstkritik“. Er verschonte aber auch die Zuwanderungsabteilung der Stadt Kiel nicht: „Das vernichtende Zeugnis des städtischen Prüfungsamtes spricht hier wirklich Bände. Wenn im konkreten Fall eingegangene E-Mails einfach übersehen wurden oder im Spamfilter gelandet sind, dann trägt die Stadt Kiel eine erhebliche Mitschuld daran, dass die erforderlichen Informationen das Bundesamt für Migration und Flüchtlinge nicht erreicht haben. Hätte das BAMF bereits im Januar des letzten Jahres von der Einleitung des Strafverfahrens und der Untersuchungshaft von Ibrahim A. Kenntnis erlangt, dann hätte während der Inhaftierung ein ganzes Jahr lang Zeit bestanden, das laufende Verfahren zur Aberkennung des subsidiären Schutzstatus zum Abschluss zu bringen.“ Aber auch dies hätte wegen der langwierigen Rechtswege nicht zu einer baldigen Abschiebung geführt. Er hätte sich gewünscht, dass „der mehrfach straffällig gewordene Ibrahim A. nach dem Ende seiner Untersuchungshaft unmittelbar in die Abschiebehaft überführt worden und dort so lange geblieben wäre, bis seine Abschiebung ins Westjordanland oder in den Gazastreifen hätte erfolgen können. Dafür brauchte es aber deutliche Veränderungen im Ausländerrecht sowie entsprechende Rückführungsabkommen mit den Herkunftsländern.“
Der Abgeordnete Niclas Dürbrook (SPD) wies darauf hin, dass man in Nordrhein-Westfalen 2016 versäumt habe, „mindestens eine Straftat an das Bundesamt für Migration und Flüchtlinge zu melden, die man hätte melden müssen. Wäre das passiert, hätte Ibrahim A. vermutlich nie den subsidiären Schutzstatus erhalten. … Als nach dem Umzug nach Schleswig-Holstein 2021 in Kiel die Meldung unverzüglich nachgeholt wurde, dauerte es vier Monate, bis das Bundesamt für Migration und Flüchtlinge zum ersten Mal versuchte, Ibrahim A. für eine Anhörung zu erreichen. Zu spät – kurz danach bekam er Hausverbot in der Kieler Gemeinschaftsunterkunft und war nicht mehr zu erreichen.“ Der Abgeordnete Bernd Buchholz (FDP) verglich beim Thema Rückführungen bzw. Abschiebungen die Zahlen und empfahl, eine ähnliche Einrichtung zu schaffen wie die Hamburger GERAS: „Von 195 im letzten Jahr in der Abschiebehaftanstalt befindlichen Menschen stammten fast 120 aus Hamburg, nur 48 Menschen kamen aus Schleswig-Holstein. Das ist bezogen auf die Einwohnerzahl und die Flüchtlingszahl eine erstaunliche Größenordnung.“ Die Ministerin für Soziales, Jugend, Familie, Senioren, Integration und Gleichstellung, Aminata Touré (Bündnis 90/Die Grünen), sprach die Belastung der Zuwanderungsbehörden an: In Schleswig-Holstein gelten 12.400 Menschen als ausreisepflichtig. Diese Gruppe sei auszudifferenzieren, denn „bei 10.730 Personen der 12.400 Menschen in Schleswig-Holstein ist eine Rückführung aus unterschiedlichen Gründen nicht möglich: die Sicherheitslage im Herkunftsland, Reiseunfähigkeit durch lebensbedrohliche oder schwerwiegende Krankheiten, schutzwürdige familiäre Bindungen im Bundesgebiet, fehlende Ausweisdokumente und vieles mehr“.

### Maßnahmenpakete der Hansestadt Hamburg und der Stadt Kiel
Als behördliche Reaktion auf die Messerattacke beschlossen die Hansestadt Hamburg und die Stadt Kiel umfangreiche Maßnahmenpakete zur Optimierung von Kommunikation, Organisation und Abläufen. Sie spiegeln die Organisationslücken wieder, die sich nach der Messerattacke von Brokstedt erwiesen haben, und werden deshalb i. F. aufgeführt:
Das Maßnahmenpaket der Stadt Kiel vom 22. Februar 2023 nimmt auf den Bericht des Rechnungsprüfungsamtes Bezug: Abläufe sollen insbesondere hinsichtlich der Revisionssicherheit von Posteingängen und der E-Mail-Verteilung optimiert werden. Die Leitungsspanne sei anzupassen, um eine bessere Anleitung und Fachaufsicht durch die Führungskräfte zu ermöglichen. Die Zuordnung der Entscheidungen zu den Sachbearbeitungen soll überprüft werden. Zudem sei eine beschleunigte und vollständige Umsetzung der sich bereits in der Einführung befindlichen E-Akte geplant. Bis die digitale Akte als führendes System die Papierakte ersetze, werde kurzfristig die Aktensystematik sowie -verfügbarkeit verbessert. Eine neue Dienstanweisung soll verbindliche Regelungen zur Anwendung der Namensparaphe, Prüfungsschemata, Einführung einer Wiedervorlage sowie Dokumentation von Entscheidungen einschließlich der Gebührenerhebung treffen. Als fachlicher Schwerpunkt werden aufenthaltsrechtliche Verfahren bei bundeslandübergreifender Zuständigkeit sowie die Zuständigkeiten für Ausländer mit wesentlichen Strafverfahren überprüft und ggf. neu zugeordnet. Es soll darüber hinaus eine externe Organisationsuntersuchung durchgeführt werden, und das übergeordnete Stadtamt wird eine eigene personelle Leitung erhalten.
Das Hamburger Maßnahmenpaket wurde vom Ausschuss für Justiz und Verbraucherschutz am 15. Februar 2023 beschlossen. „Sofortmaßnahmen“ sehen u. a. vor: gemeinsame Fallbewertung von Justizvollzug, Sicherheitsbehörden, Staatsanwaltschaft, Ausländerbehörde und den für soziale Fragen zuständigen Behörden und Einrichtungen für alle wegen eines qualifizierten Gewaltdelikts inhaftierten Untersuchungsgefangenen, die psychische Verhaltensauffälligkeiten mit aggressiver Grundtendenz zeigen und/oder suchtmittelabhängig sind, um frühzeitig möglichen Gefahren durch Präventionsmaßnahmen zu begegnen (unter den besonderen – auch zeitlichen – Bedingungen der Untersuchungshaft). Weiterleitung sämtlicher im Rahmen des Strafvollzugs auftretenden Hinweise und Wahrnehmungen zu extremistischen Haltungen sowie Gefährdungspotentialen an das Landesamt für Verfassungsschutz und das LKA 7 – Staatsschutz (Zentrale Hinweisaufnahme Religiöse Ideologien). Überprüfung der im Justizvollzug bereits angelegten Wahrnehmungsbögen daraufhin, ob sie noch nicht gemeldete extremistische Äußerungen oder Handlungen von Untersuchungs- und Strafgefangenen enthalten. Überprüfung und ggf. Nachmeldung laufender Haftsachen durch die Staatsanwaltschaften im Hinblick auf Mitteilungspflichten zu ausländer- und asylrechtlichen Sachverhalten. Für ein „Verbessertes Risikomanagement bei Gefangenen“ soll u. a. ein niedrigschwelliges Risikoscreening und Risikomanagement für Untersuchungsgefangene in Anlehnung an das bewährte Programm „Täterorientierte Prävention“ eingeführt werden. Ein „Verbessertes Rückführungsmanagement“ soll durch Stärkung des länderübergreifenden Rückführungsmanagements für Straftäter in Haft, insbesondere in Fällen, in denen die ausländerbehördliche Zuständigkeit nicht in Hamburg liegt, erreicht werden. Hierzu müsse die Effektivität und die Erfolgsquote bei der Rückführung von ausländischen Straftätern durch weitere Forcierung entsprechender Abkommen und Vereinbarungen mit den betreffenden Herkunftsstaaten auf Bundesebene erhöht werden. Zur „Verbesserung der Unterstützung von (Untersuchungs-) Gefangenen“ sind eine Reihe von Einzelmaßnahmen gelistet. Unter „Verbesserung der landesinternen und bundesweiten behördlichen Kommunikation und Zusammenarbeit durch Klarstellung und Anpassung der Zuständigkeiten und Mitteilungspflichten“ sind aufgezählt: Überprüfung der bestehenden Mitteilungspflichten zu ausländer- und asylrechtlichen Sachverhalten. Dazu sei es erforderlich, die entsprechenden aufenthaltsrechtlichen Zuständigkeitsbestimmungen im Bundesrecht mit dem Ziel zu überprüfen, dass eine konkret zuständige Ausländerbehörde immer ermittelbar und eindeutig im Ausländerzentralregister hinterlegt ist. Zudem müsse sichergestellt sein, dass der Staatsanwaltschaft, den Gerichten und dem Justizvollzug alle für die Justiz relevanten ausländerrechtlichen Informationen zeitnah und unkompliziert zur Verfügung stehen und hierzu ggf. eine Anpassung der Zugangsberechtigung zum Ausländerzentralregister erfolgt. Dazu zähle auch die Sicherstellung der zeitnahen Übermittlung aller strafrechtlich relevanten Informationen an die Justizvollzugsanstalten. In diesem Zusammenhang will der Ausschuss auch prüfen, ob die Vorschrift des § 114d StPO, in der die Mitteilungen durch das Gericht an die Vollzugsanstalt geregelt sind, durch den Bundesgesetzgeber erweitert und auch die Anordnung über Mitteilungen in Strafsachen entsprechend ergänzt werden muss. Der von Hamburg initiierte Prozess auf Staatsratsebene mit den beteiligten Behörden in Schleswig-Holstein, um zu gemeinsamen Verbesserungsvorschlägen zu kommen, soll fortgeführt werden. Hamburg werde das Thema justizielle Mitteilungspflichten für den Strafrechts- und Strafvollzugsausschuss der Konferenz der Justizministerinnen und Justizminister anmelden. „Maßnahmen zur Erhöhung der Sicherheit im Zugverkehr und an Bahnhöfen“: Der Ausschuss setzt sich dafür ein, dass in Abstimmung mit den betroffenen Stellen eine regelhafte Einführung von Videoüberwachung in Zügen des Regional- und Fernverkehrs (analog ÖPNV) eingeführt sowie in Abstimmung mit der Bundespolizei die Videoüberwachung an Bahnhöfen und dem Bahnhofsumfeld ausgeweitet wird. Dafür prüft der Ausschuss die Einführung einer IT-gestützten Warnfunktion für die Videoüberwachung. Ziel ist es, auffällige, auf eine Risikokonstellation hindeutende Bewegungsmuster in den Videoaufnahmen zu detektieren (aggressive Körperhaltung, Gruppenbild, Taumeln u. a.), um Zugpersonal und Sicherheitskräfte schnellstmöglich auf eventuelle Gefahrensituationen aufmerksam zu machen.

## Internationale Medien
Die New York Times veröffentlichte in ihrer Europa-Ausgabe noch am Tag der Tat einen ausführlichen Artikel. Das britische Nachrichtenportal itv-news und der Londoner Evening Standard berichteten ebenso am selben Tag wie die saudi-arabische Arab News. Die Presseagentur Reuters erreichte mit ihrem Bericht auch die australische ABC News. In Frankreich nahmen alle großen Tageszeitungen wie der Figaro den Reuters-Bericht auf.

## Anklage, Hauptverfahren und Verurteilung
Am 27. April 2023 erhob die Staatsanwaltschaft Itzehoe Anklage gegen Ibrahim A. wegen Mordes in zwei Fällen und versuchten Mordes in vier Fällen. Sie begründete dies mit den Mordmerkmalen der Heimtücke und der niedrigen Beweggründe. Die Staatsanwaltschaft ging nicht von einem terroristischen Hintergrund aus. Vielmehr sah sie als Tatmotiv „die Verärgerung über seine persönliche Situation“. Mit Beschluss vom 12. Juni 2023 ließ die 6. Große Strafkammer (Schwurgerichtskammer) des Landgerichts Itzehoe die Anklage zu und eröffnete das Hauptverfahren gegen den Angeklagten.
Die Hauptverhandlung begann am 7. Juli 2023 mit der Verlesung der Anklageschrift. Staatsanwältin Janina Seyfert schilderte, wie sich die Messerattacke am 25. Januar 2023 aus Sicht der Anklage abgespielt haben soll. Ibrahim A. habe zuerst die 17-jährige Ann-Marie K. mit 26 Messerstichen angegriffen und tödlich verletzt. Ihr zwei Jahre älterer Freund Danny P. soll noch versucht haben, sie wegzuziehen, und habe dann selbst zwölf tödliche Stich- und Schnittverletzungen erlitten. Vier weitere Fahrgäste soll Ibrahim A. anschließend mit dem Messer angegriffen und schwer verletzt haben, darunter eine Frau, die erst in Brokstedt in den Zug einstieg und nichts von den Vorkommnissen im Inneren ahnte, sowie einen Mann, der gerade einen Verbandkasten für eine der anderen Verletzten suchte. Die Staatsanwaltschaft sieht die Mordmerkmale Heimtücke und niedrige Beweggründe als erfüllt an, da die Opfer in einer Alltagssituation nicht mit einem Angriff hätten rechnen können. Sie seien „bloße Objekte seiner Frustration“ gewesen. Der Angeklagte bestritt die Tat mehrfach: „Das stimmt alles nicht.“ Auf Nachfrage des Richters gab er aber immerhin zu, im Zug gewesen zu sein. Der Bonner Verteidiger Björn Seebach, der A. bereits bei dessen Prozessen in Bonn vertreten und im Januar 2023 die Freilassung aus der Hamburger Untersuchungshaft erwirkt hatte, erklärte, ein psychiatrischer Sachverständiger habe beim Angeklagten eine schwere psychische Erkrankung festgestellt. Der Gutachter „sei sich aber noch nicht sicher, ob auch zum Tatzeitpunkt ein akuter wahnhafter Schub bestanden habe. Käme der Gutachter auch in dem auf etwa 40 Verhandlungstage terminierten Verfahren zu dem Schluss, wäre Ibrahim A. möglicherweise schuldunfähig gewesen. Damit stünde am Ende des Verfahrens dessen Unterbringung im Maßregelvollzug.“ Im Juli 2023 wurde der Angeklagte von der JVA Neumünster in die Sicherheitsabteilung der JVA Lübeck verlegt.
Am 15. Mai 2024 wurde Ibrahim A. vom Landgericht Itzehoe zu lebenslanger Gesamtfreiheitsstrafe wegen Mordes in zwei Fällen und wegen versuchten Mordes in vier Fällen, davon ein Fall in Tateinheit mit schwerer Körperverletzung und mit gefährlicher Körperverletzung sowie drei Fälle in Tateinheit mit gefährlicher Körperverletzung, verurteilt. Das Gericht nahm in allen Fällen das Mordmerkmal der niederen Beweggründe an und bis auf den Fall des getöteten männlichen Opfers, das seiner Freundin geholfen hatte, auch das Mordmerkmal der Heimtücke. Der Gutachter und psychiatrische Sachverständige Arno Deister stellte keine schwere seelische Störung fest. Das Gericht folgte insofern dem Gutachter. Die Große Strafkammer stellte die besondere Schwere der Schuld fest, wodurch die Aussetzung der Strafe zur Bewährung nach 15 Jahren nahezu ausgeschlossen ist. Das Urteil ist rechtskräftig. Die Verteidigung hatte Revision zum Bundesgerichtshof eingelegt, die am 14. Januar 2025 abgewiesen wurde.

### Zeugenaussagen
In 20 Prozesstagen bis Jahresende 2023 hatten 60 Zeugen ausgesagt. Folgende Aussagen wurden gemacht, soweit sie von den Medien aufgenommen und berichtet wurden:
Am 2. Prozesstag (17. Juli 2023) sagte eine 22-jährige Kieler Studentin aus, dass der in ihrer Nähe sitzende Ibrahim A. seine Jacke ausgezogen habe, aufgestanden sei und „so eine Art Dehnübungen machte“ – „Ich habe gedacht: Er ist lange gefahren, er sah auch blass und unruhig aus.“ Kurz vor Brokstedt habe sie sich für den Ausstieg bereit gemacht, wobei er ihr den Weg versperrte. „Ich hätte mich an ihm vorbeidrängen müssen. Ich hatte keine Lust, mit ihm zu kommunizieren, weil ich mich geärgert habe, dass er nicht einfach einen Schritt zur Seite gegangen ist.“ Deswegen sei sie in die andere Richtung zum Ausgang gegangen. „Er hat beobachtet, was ich mache, aber keine Anstalten gemacht, seine Position zu ändern“. Als sie drei Meter von ihm entfernt war, habe sie das Messer gesehen, das er aus seiner Sporttasche gezogen habe. „Er hat sich zum Messer gebeugt, stand ruhig da, hat sich nicht bewegt, als er mich angeschaut hat und hat mich angegrinst.“ Ibrahim A. habe dann mit dem Messer in der Hand ein Mädchen an der Schulter gepackt, umgedreht und begonnen, auf sie einzustechen. Als ein junger Mann dazwischen gegangen sei, habe er auf diesen eingestochen. „Ich habe dann gesehen, dass Panik ausgebrochen war und Menschen sich in meine Richtung bewegen und dann bin ich auch gelaufen.“ Das Grinsen sei für sie bedrohlich gewesen. Sie wollte Hilfe rufen, hörte dann, wie ein Mann schrie: „Achtung, der Mann hat ein Messer!“
Eine 30-jährige Studentin aus Hamburg bezeugte an diesem Tag, sie habe zunächst einen heftigen Schrei einer Frau gehört. Sie habe dann gesehen, wie in etwa zwei, drei Meter Entfernung eine Frau mit blondem Haar vor einem Mann mit einem Messer zu flüchten versuchte. „Ich hab richtig gesehen, wie er reingestochen hat“, sagte die Studentin und zeigte auf die Schulter nahe dem Hals: „Es war eine Stichbewegung von oben mit einem langen Messer.“ Wie auch ein anderer Zeuge habe sie an ein Beziehungsdrama gedacht. „Ich schrie Nein, Nein, Stopp! Stopp. Als alle riefen: Weg, weg“ sei auch sie losgelaufen.
Am 4. Oktober 2023 wollte der 62-jährige Eisenbahnangestellter M. als Zeuge vor Gericht seinen Wohnort nicht preisgeben. Er lebe „in einem Ort bei Itzehoe“ und habe Angst, dass der Täter „in zehn Jahren wieder frei rumläuft“. M. hat fünf Stichwunden erlitten. Mit einer Tasche und einer Plastiktüte habe er den Täter abzuwehren versucht. Ibrahim A. sei unvermittelt im Obergeschoss erschienen und habe sofort begonnen, zuzustechen. Schwer verletzt gelang dem Eisenbahner, sich von dem Angreifer zu lösen und den Bahnsteig zu erreichen, wo eine Frau die heftige Blutung am Hals abdrückte, bis Rettungsdienste eintrafen. M. wurde mit zweieinhalb Litern Blutverlust und unter akuter Lebensgefahr zunächst in das Krankenhaus Neumünster, dann in die Universitätsklinik Kiel gebracht, wo er erstmals wieder zu Bewusstsein kam. Im Sommer musste nachoperiert werden, sein rechtes Auge wird wohl geschädigt bleiben.
Am 8. September 2023 berichtete ein 21 Jahre alter Auszubildender als Tat-Zeuge und Opfer. Er sei auf der Suche nach einem Notfallkoffer gewesen, um einer verletzten Frau zu helfen. Zwischen den Trennscheiben von zwei Wagen sei Ibrahim A. plötzlich vor ihm mit blutverschmiertem Messer gestanden; der Mann habe sofort zugestochen: „Er war äußerst aggressiv und wollte mich so viel und so schlimm verletzen, wie es nur geht.“ Er sei zurückgewichen und habe sich mit erhobenen Armen schützen versucht. Im Verlaufe des Kampfes konnte er beide Arme des Täters festhalten, wobei dieser das Messer verloren habe. „Ich glaube, dass ich stärker und fitter war, deshalb ist es so ausgegangen.“ Zurückgedrängt hatte er die Zugtüre im Rücken. Der Täter habe weiter angegriffen und ihn in die Nase gebissen. Ein Fahrgast habe das Messer aufgehoben und draußen auf dem Bahnsteig in einen Abfallbehälter geworfen. Der Täter sei ausgestiegen und von mehreren Personen umringt worden. Dann erst habe der Zeuge gemerkt, dass er stark blutete. Der Zeuge erlitt zehn Stich- und Schnittverletzungen sowie eine Wunde durch den Nasenbiss.

### Äußerungen des Ibrahim A.
Am 28. November 2023 verlas der Bonner Verteidiger eine Erklärung des Angeklagten. Er „bereue die Tat“, so der Inhalt, und „dass er sie gerne rückgängig machen würde und dass es ihn traurig mache“. Der Angeklagte behauptete im Anschluss an die Verlesung, dass er von Danny P., dem männlichen Todesopfer, auf dem Bahnsteig in Neumünster und nochmals kurz vor der Tat massiv beleidigt worden sei. Das Todesopfer habe ihm kurz vor der Tat eine Ohrfeige verpasst. „Daraufhin habe er die Kontrolle verloren und den jungen Mann mit dem Messer attackiert“, was den Zeugenaussagen entgegensteht. Ibrahim A. wolle hauptsächlich auf das männliche Opfer eingestochen haben; das weibliche Opfer habe sich dazwischengeworfen. Er habe das Mädchen nicht töten wollen. Dem widersprechen nicht nur die Zeugenaussagen, sondern auch die rechtsmedizinischen Gutachten: Ann-Marie K. war mit 26 Stichen attackiert worden, 16 davon in Gesicht und Hals. Die Menschen im Zug hätten ihn angestarrt und würden ihn hassen, weil sie sein Bild im Fernsehen gesehen hätten. Es gab aber keinen Fernsehbericht über Ibrahim A. vor dem Tattag.
Verteidiger Björn Seelbach teilte dabei mit, der Angeklagte habe die Erklärung ihm gegenüber bereits im März gemacht. Sie habe dem Gericht von Anfang an vorgelegen. Doch habe sich Ibrahim A. zu Beginn des Prozesses mit ihm überworfen, da er ihn beschuldigte, von der Hamas beauftragt worden zu sein. Deswegen sei die Erklärung zunächst nicht verlesen worden. Im September habe man sich aber versöhnt, wonach die Erklärung in leicht veränderter Form habe verlesen werden können. Damit sei auch die Möglichkeit eröffnet worden, dass Ibrahim A. sich zum ersten Mal zu Anklage und Tatvorwurf äußerte. Im Folgenden nutzte der Verteidiger die Divergenzen in Ibrahim A.s Äußerungen, um erneut darauf hinzuweisen, dass sein Mandant sich während der Tat in einem psychischen Ausnahmezustand befunden habe und somit unzurechnungsfähig sei. Die Abweichungen von der Realität in seiner Aussage würden dem psychiatrischen Gutachter wichtige Hinweise auf den geistigen Zustand seines Mandanten liefern. Der psychiatrische Gutachter sah jedoch keine Anhaltspunkte für eine Schuldunfähigkeit oder verminderte Schuldfähigkeit bei Ibrahim A.